# Сан-Маркос (Сальвадор)
Сан-Маркос (исп. San Marcos) — город и муниципалитет в центральной части Сальвадора, на территории департамента Сан-Сальвадор.

## Географическое положение
Расположен в центральной части департамента, в 5 милях к юго-востоку от столицы страны, города Сан-Сальвадор. Абсолютная высота — 795 метров над уровнем моря. Сан-Маркос — один из 14 муниципалитетов, составляющих столичную агломерацию, известную как Большой Сан-Сальвадор.

## Население
По данным на 2013 год численность населения города составляет 70 950 человек.
Динамика численности населения города по годам:
| 1992   | 2013   |
| ------ | ------ |
| 43 254 | 70 950 |

## Экономика
Развита текстильная промышленность.